# Лука Маренціо
Лука Маренціо (італ. Luca Marenzio або Маренці італ. Marenzi; 18 жовтня 1553, Коккальйо — 22 серпня 1599, Рим) — італійський композитор. Представник пізнього Відродження, відомий як автор мадригалів.

## Біографія

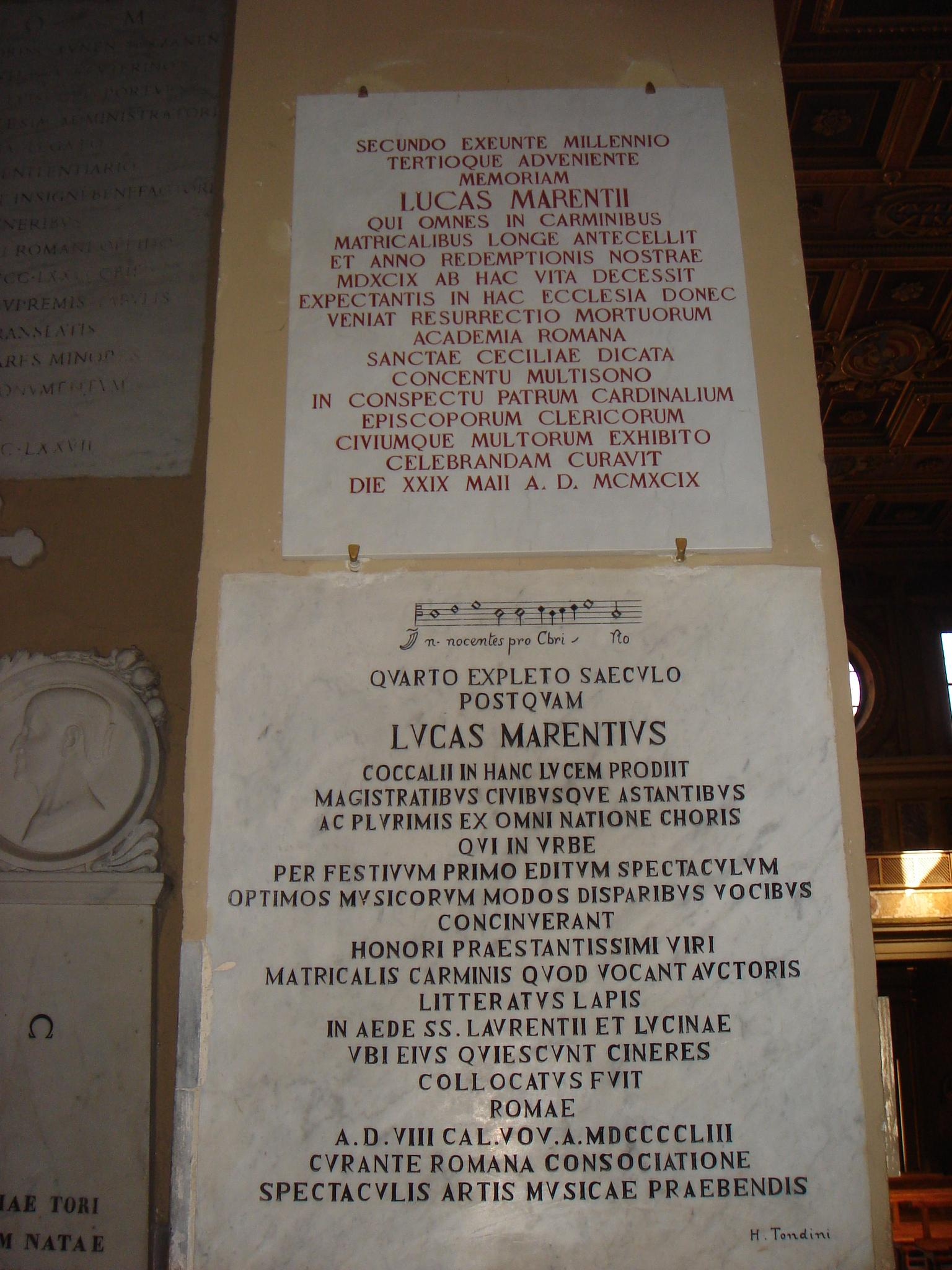
Надгробок Л. Маренціо в базиліці Сан-Лоренцо-ін-Лучіна

Народився у Коккальйо, Венеціанська республіка. У дитинстві, ймовірно, навчався церковному співу в Брешії, потім переїхав до Рима і до 1578 року служив кардиналу Крістофоро Мадруццо як півчий. Після смерті кардинала Мадруццо пішов на службу до двору кардинала Луїджі д'Есте, де здобув популярність, опублікувавши збірники мадригалів. У 1587 році переїхав до Флоренції, поступив на службу до Тосканського герцога Фердинанда I, співпрацював з музикантами графа і мецената Джованні Барді, в домі якого в кінці XVI століття збиралися представники мистецтва. У 1589 році Маренціо повернувся до Рим, працював у кардинала Чінціо Альдобрандіні. У 1594 році здійснив поїздку до Польщі на запрошення короля Сигізмунда III, в 1596—1597 роках перебував при польському дворі у Варшаві. У 1598 році відвідав Венецію, потім був призначений музикантом при папському дворі, але в наступному році помер у Римі. Похований в базиліці Сан-Лоренцо-ін-Лучіна в Римі.

## Творчість
Маренціо писав духовну музику (5 збірників мотетів, духовні мадригали) прославився як автор світських мадригалів. Опублікував більше 50 збірок музичних творів, що включали мадригали, канцонети, віланели. Маренціо мав вагомий вплив на італійську музику, зокрема на таких музикантів як Клаудіо Монтеверді, Джезуальдо да Веноза, Ганс Лео Гасслер. Був популярним в Англії — коли в 1588 році у Ніколас Йондж випустив збірник італійських мадригалів «Musica transalpina», то за кількістю творів, включених до збірки, Маренціо займав друге місце після Альфонсо Феррабоско.

## Джерело
- «Marenzio, Luca». Encyclopædia Britannica from Encyclopædia Britannica 2007 Ultimate Reference Suite.